# Monospora
Monospora – rodzaj zarodników krasnorostów. Monospory powstają pojedynczo, nie dzieląc się na cztery jak tetraspory, mimo to czasem morfologicznie są trudne do odróżnienia od nich. Mogą powstawać w monosporangiach lub bezpośrednio oddzielać się od plechy, przypominając jednokomórkowe rozmnóżki. Są nieruchliwe, unoszone przez wodę. Powstają zarówno na gametofitach, jak i sporofitach.